# Список конструкторів Формули-1
Нижче наведений список з конструкторів Формули-1, які брали участь в чемпіонаті світу FIA.

## Термінологія: конструктори та команди
У Формулі-1 терміни «Конструктор» і «Абітурієнт» відрізняються. Абітурієнт — це фізична чи юридична особа, яка реєструє автомобіль та водія для перегонів і відповідає за підготовку та підтримання автомобіля під час гоночного вік-енду. Через велику роль у підготовці та активну участь у проведенні гонки, термін «команда» став широко застосовуватися для абітурієнта.

### Конструктори
За статтею 6.3 спортивного регламенту FIA, «конструктор двигуна або шасі є особа (фізична чи юридична), яка володіє правами на інтелектуальну власність на двигун або шасі» . Титул Чемпіон Формули-Конструктор присуджується «виробнику» автомобіля, який набрав найбільшу кількість очок протягом сезону, де виробник машини — це виробник двигуна і шасі. Отже, якщо шасі автомобіля і двигун виготовляє один виробник (наприклад Ferrari, Toyota, BRM і т. д.), то ім'я конструктора — це назва виробника. Однак, якщо шасі і двигун будуються різними виробниками, то ім'я конструктора містить їх обох (наприклад McLaren-Mercedes, Lotus-Climax і т. д.). Якщо команда протягом сезону використовувала різні двигуни, то це рахується, як різні конструктори (наприклад, Lotus-Ford, Lotus-BRM), таким чином очки їм нараховуються окремо. Титул Всесвітнього чемпіона конструкторів присуджується конструктору шасі. З цієї причини цей список розглядає тільки конструкторів шасі.

### Команди
З початку 1980-х років FIA зажадала, щоб абітурієнти Формули-1 мали права на інтелектуальну власність на шасі, яке вони використовують, і тому терміни «Абітурієнт» і «Конструктор», а значить, і «Команда», стали синонімами. До того часу конструктори могли вільно продавати свої шасі багатьом командам. Шасі Brabham і Lotus активно використовувалися іншими командами у 1960-х і 1970-х роках і кілька вельми конкурентоспроможних команд ніколи не будували своїх власних шасі. Rob Walker Racing Team є найуспішнішим прикладом, який призвів до перших перемог у Формулі-1 конструкторів Cooper Car Company і Team Lotus. Концепція 'заводської' команди — тобто офіційної команди компанії, що виробляє машини, є протилежністю 'клієнтської' команди, яка купує шасі так само, як це відбувається з двигунами в сучасній Формулі-1.
Є кілька винятків, коли компанія, яка не входить в чемпіонат, була найнята для розробки і виробництва шасі для команди — Lola будувала шасі для Larrousse і Scuderia Italia наприкінці 1980-х і початку 1990-х років, наприклад. Очки Larousse в сезоні 1990 року були анульовані після того, як FIA ухвалила, що Larousse неправомірно заявила себе, а не Lola, конструктором шасі. Були аналогічні пізніші випадки з Ligier (1995), Sauber (2004) і Scuderia Toro Rosso (2006), коли команди звинувачувалися у використанні шасі, виробленого іншим конструктором (відповідно Benetton, Ferrari і Red Bull Racing). До цих команд не були застосовані жодні санкції, оскільки спортивна влада задовольнилися тим, що в кожному випадку команда володіла інтелектуальною власністю на шасі, яке використовувала.
29 липня 2008 року на засіданні команд, що конкурували у чемпіонаті 2008 року, була сформована Асоціація команд Формули-1 FOTA.

## Статистика конструкторів 2017
Легенда: Участь в Гран-прі = Кількість гран-прі в яких взяв участь корструктор; Старти в Гран-прі = Кількість гран-прі в яких стартував корструктор; Пілоти = Кількість пілотів; Старти = Загальна кількість стартів болідів конструктора; Перемоги = Кількість перемог на гран-прі; Очки = Кількість очок конструктора; ПП = Кількість поулів; ШК = Кількість найшвидших кругівs; Подіум = Кількість подіумів; КК = Кількість здобутих кубків конструктора; КЧ = Кількість здобутих кубків чемпіона водіями
| Конструктори | Двигуни   | Країна          | Базування                                   | Сезон                       | Участь в Гран-прі | Старти в Гран-прі | Пілот | Старти | Перемоги | Очоки  | ПП  | ШК  | Подіум | КК | КЧ | Перше гран-прі        | Раніше відома як                                                      |
| ------------ | --------- | --------------- | ------------------------------------------- | --------------------------- | ----------------- | ----------------- | ----- | ------ | -------- | ------ | --- | --- | ------ | -- | -- | --------------------- | --------------------------------------------------------------------- |
| Ferrari      | Ferrari   | Італія          | Італія                                      | 1950–                       | 951               | 949               | 79    | 2030   | 229      | 7182.5 | 213 | 244 | 727    | 16 | 15 | Монако 1950           |                                                                       |
| Force India  | Mercedes  | Індія           | Велика Британія                             | 2008–                       | 191               | 191               | 7     | 382    | 0        | 987    | 1   | 5   | 5      | 0  | 0  | Австралії 2008        | Spyker (2007), Midland (2006), Jordan (1991–2005)                     |
| Haas         | Ferrari   | США             | США · Велика Британія                       | 2016–                       | 41                | 41                | 3     | 82     | 0        | 76     | 0   | 0   | 0      | 0  | 0  | Австралії 2016        |                                                                       |
| McLaren      | Renault   | Велика Британія | Велика Британія                             | 1966–                       | 825               | 821               | 48    | 1719   | 182      | 5146.5 | 155 | 155 | 485    | 8  | 12 | Монако 1966           |                                                                       |
| Mercedes     | Mercedes  | Німеччина       | Німеччина · Велика Британія                 | 1954–1955, 2010–            | 168               | 168               | 11    | 348    | 76       | 3718   | 88  | 56  | 154    | 4  | 6  | Франції 1954          | Brawn (2009), Honda (2006–2008), BAR (1999–2005), Tyrrell (1968–1998) |
| Red Bull     | TAG Heuer | Австрія         | Велика Британія                             | 2005–                       | 245               | 244               | 9     | 488    | 53       | 3888.5 | 58  | 54  | 148    | 4  | 4  | Австралії 2005        | Jaguar (2000–2004), Stewart (1997–1999)                               |
| Renault      | Renault   | [ n 1 ]         | Франція · Велика Британія · Велика Британія | 1977–1985, 2002–2011, 2016– | 344               | 341               | 24    | 670    | 35       | 1383   | 51  | 31  | 100    | 2  | 2  | Британії 1977         | Lotus (2012–2015), / Benetton (1986–2001), Toleman (1981–1985)        |
| Sauber       | Ferrari   | Швейцарія       | Швейцарія                                   | 1993–                       | 444               | 441               | 29    | 860    | 1        | 817    | 1   | 5   | 26     | 0  | 0  | Південної Африки 1993 | BMW Sauber (2006–2009)                                                |
| Toro Rosso   | Ferrari   | Італія          | Італія                                      | 2006–                       | 226               | 226               | 13    | 452    | 1        | 382    | 1   | 1   | 1      | 0  | 0  | Бахрейну 2006         | Minardi (1985–2005)                                                   |
| Williams     | Mercedes  | Велика Британія | Велика Британія                             | 1978–                       | 678               | 677               | 39    | 1275   | 114      | 3553   | 128 | 133 | 312    | 9  | 7  | Аргентини 1978        |                                                                       |

## Статистика колишніх конструкторів
Легенда: Гран-прі = Кількість гран-прі в яких взяв участь корструктор; Пілоти = Кількість пілотів; Старти = Загальна кількість стартів болідів конструктора; Перемоги = Кількість перемог на гран-прі; Очки = Кількість очок конструктора; ПП = Кількість поулів; ШК = Кількість найшвидших кругівs; Подіум = Кількість подіумів; КК = Кількість здобутих кубків конструктора; КЧ = Кількість здобутих кубків чемпіона водіями
| Конструктори                                        | Країна          | Сезон                                            | Гран-прі | Пілот | Старти | Перемоги | Очоки | ПП  | ШК | Подіум | КК  | КЧ | Перше гран-прі                  | Останнє гран-прі               |
| --------------------------------------------------- | --------------- | ------------------------------------------------ | -------- | ----- | ------ | -------- | ----- | --- | -- | ------ | --- | -- | ------------------------------- | ------------------------------ |
| AFM (Alex von Falkenhausen Motorenbau)              | Німеччина       | 1952-1953                                        | 4        | 6     | 9      | 0        | n/a   | 0   | 0  | 0      | n/a | 0  | Гран-прі Швейцарії 1952         | Гран-прі Італії 1953           |
| AGS (Automobiles Gonfaronnaises Sportives)          | Франція         | 1986-1991                                        | 80       | 10    | 124    | 0        | 2     | 0   | 0  | 0      | 0   | 0  | Гран-прі Італії 1986            | Гран-прі Монако 1991           |
| Alfa Romeo                                          | Італія          | 1950-1951 1979-1985                              | 110      | 18    | 237    | 10       | 50    | 12  | 14 | 26     | 0   | 2  | Гран-прі Великої Британії 1950  | Гран-прі Австралії 1985        |
| Alta                                                | Велика Британія | 1950-1952                                        | 5        | 4     | 6      | 0        | n/a   | 0   | 0  | 0      | n/a | 0  | Гран-прі Великої Британії 1950  | Гран-прі Великої Британії 1952 |
| Amon                                                | Нова Зеландія   | 1974                                             | 4        | 2     | 4      | 0        | 0     | 0   | 0  | 0      | 0   | 0  | Гран-прі Іспанії 1974           | Гран-прі Італії 1974           |
| Andrea Moda                                         | Італія          | 1992                                             | 9        | 4     | 16     | 0        | 0     | 0   | 0  | 0      | 0   | 0  | Гран-прі Південної Африки 1992  | Гран-прі Італії 1992           |
| Apollon                                             | Швейцарія       | 1977                                             | 1        | 1     | 1      | 0        | 0     | 0   | 0  | 0      | 0   | 0  | Гран-прі Італії 1977            | Гран-прі Італії 1977           |
| Arrows a                                            | Велика Британія | 1978-2002                                        | 393      | 36    | 783    | 0        | 167   | 1   | 0  | 8      | 0   | 0  | Гран-прі Бразилії 1978          | Гран-прі Німеччини 2002        |
| Arzani-Volpini                                      | Італія          | 1955                                             | 1        | 1     | 1      | 0        | n/a   | 0   | 0  | 0      | n/a | 0  | Гран-прі Італії 1956            | Гран-прі Італії 1956           |
| Aston Butterworth                                   | Велика Британія | 1953                                             | 4        | 2     | 4      | 0        | n/a   | 0   | 0  | 0      | n/a | 0  | Гран-прі Бельгії 1952           | Гран-прі Італії 1952           |
| Aston Martin                                        | Велика Британія | 1959-1960                                        | 6        | 3     | 11     | 0        | 0     | 0   | 0  | 0      | 0   | 0  | Гран-прі Голандії 1959          | Гран-прі Великої Британії 1960 |
| ATS (Automobili Turismo e Sport)                    | Італія          | 1963                                             | 5        | 2     | 10     | 0        | 0     | 0   | 0  | 0      | 0   | 0  | Гран-прі Бельгії 1963           | Гран-прі Мексики 1963          |
| ATS (Auto Technisches Spezialzubehör)               | Німеччина       | 1977-1984                                        | 107      | 15    | 146    | 0        | 7     | 0   | 0  | 0      | 0   | 0  | Гран-прі Аргентини 1978         | Гран-прі Португалії 1984       |
| BAR (British American Racing) b                     | Велика Британія | 1999-2005                                        | 118      | 7     | 236    | 0        | 227   | 2   | 0  | 15     | 0   | 0  | Гран-прі Австралії 1999         | Гран-прі Китаю 2005            |
| Behra-Porsche                                       | Німеччина       | 1960                                             | 4        | 4     | 4      | 0        | 0     | 0   | 0  | 0      | 0   | 0  | Гран-прі Аргентини 1960         | Гран-прі Монако 1960           |
| Bellasi                                             | Швейцарія       | 1970-1971                                        | 6        | 1     | 6      | 0        | 0     | 0   | 0  | 0      | 0   | 0  | Гран-прі Голандії 1970          | Гран-прі Італії 1971           |
| Benetton c                                          | /               | 1986-2001                                        | 260      | 17    | 520    | 27       | 851.5 | 15  | 36 | 102    | 1   | 2  | Гран-прі Бразилії 1986          | Гран-прі Японії 2001           |
| Boro                                                | Нідерланди      | 1976-1977                                        | 8        | 4     | 8      | 0        | 0     | 0   | 0  | 0      | 0   | 0  | Гран-прі Іспанії 1976           | Гран-прі Італії 1977           |
| Brabham                                             | Велика Британія | 1962-1987, 1989-1992                             | 402      | 39    | 995    | 35       | 843   | 39  | 42 | 124    | 2   | 4  | Гран-прі Німеччини 1962         | Гран-прі Угорщини 1992         |
| Brawn                                               | Велика Британія | 2009                                             | 17       | 2     | 34     | 8        | 172   | 5   | 4  | 15     | 1   | 1  | Гран-прі Австралії 2009         | Гран-прі Абу-Дабі 2009         |
| BRM (British Racing Motors)                         | Велика Британія | 1951, 1956-1977                                  | 208      | 71    | 559    | 17       | 385   | 11  | 15 | 61     | 1   | 1  | Гран-прі Великої Британії 1951  | Гран-прі Італії 1977           |
| BRP (British Racing Partnership)                    | Велика Британія | 1963-1964                                        | 13       | 2     | 19     | 0        | 11    | 0   | 0  | 0      | 0   | 0  | Гран-прі Бельгії 1963           | Гран-прі Мексики 1964          |
| Bugatti                                             | Франція         | 1956                                             | 1        | 1     | 1      | 0        | n/a   | 0   | 0  | 0      | n/a | 0  | Гран-прі Франції 1956           | Гран-прі Франції 1956          |
| Caterham                                            | Малайзія        | 2012–2014                                        | 56       | 8     | 112    | 0        | 0     | 0   | 0  | 0      | 0   | 0  | Австралії 2012                  | Абу-Дабі 2014                  |
| Cisitalia                                           | Італія          | 1952                                             | 1        | 1     | 1      | 0        | n/a   | 0   | 0  | 0      | n/a | 0  | Гран-прі Італії 1952            | Гран-прі Італії 1952           |
| Coloni d                                            | Італія          | 1987-1991                                        | 65       | 8     | 81     | 0        | 0     | 0   | 0  | 0      | 0   | 0  | Гран-прі Італії 1987            | Гран-прі Австралії 1991        |
| Connaught                                           | Велика Британія | 1952-1959                                        | 18       | 29    | 52     | 0        | 0     | 0   | 0  | 1      | 0   | 0  | Гран-прі Великої Британії 1952  | Гран-прі США 1959              |
| Connew                                              | Велика Британія | 1972                                             | 2        | 1     | 2      | 0        | 0     | 0   | 0  | 0      | 0   | 0  | Гран-прі Австрії 1972           | Гран-прі Австрії 1972          |
| Cooper                                              | Велика Британія | 1950, 1952-1969                                  | 129      | 111   | 528    | 16       | 301   | 11  | 14 | 58     | 2   | 2  | Гран-прі Монако 1950            | Гран-прі Монако 1969           |
| Dallara                                             | Італія          | 1988-1992                                        | 80       | 6     | 144    | 0        | 15    | 0   | 0  | 2      | 0   | 0  | Гран-прі Бразилії 1988          | Гран-прі Австралії 1992        |
| Derrington-Francis                                  | Велика Британія | 1964                                             | 1        | 1     | 1      | 0        | 0     | 0   | 0  | 0      | 0   | 0  | Гран-прі Італії 1964            | Гран-прі Італії 1964           |
| De Klerk                                            | ПАР             | 1963, 1965                                       | 2        | 1     | 2      | 0        | 0     | 0   | 0  | 0      | 0   | 0  | Гран-прі Південної Африки 1963  | Гран-прі Південної Африки 1965 |
| De Tomaso                                           | Італія          | 1961-1963, 1970                                  | 15       | 8     | 18     | 0        | 0     | 0   | 0  | 0      | 0   | 0  | Гран-прі Франції 1961           | Гран-прі США 1970              |
| Eagle (Anglo American Racers)                       | or              | 1966-1969                                        | 26       | 7     | 35     | 1        | 17    | 0   | 0  | 4      | 0   | 0  | Гран-прі Бельгії 1966           | Гран-прі Канади 1969           |
| Eifelland                                           | Німеччина       | 1972                                             | 8        | 1     | 8      | 0        | 0     | 0   | 0  | 0      | 0   | 0  | Гран-прі Південної Африки 1972  | Гран-прі Австрії 1972          |
| Emeryson                                            | Велика Британія | 1956, 1961-1962                                  | 6        | 6     | 7      | 0        | 0     | 0   | 0  | 0      | 0   | 0  | Гран-прі Великої Британії 19556 | Гран-прі Італії 1962           |
| EMW (Eisenacher Motorenwerk)                        | НДР             | 1953                                             | 1        | 1     | 1      | 0        | n/a   | 0   | 0  | 0      | n/a | 0  | Гран-прі Німеччини 1953         | Гран-прі Німеччини 1953        |
| ENB (Ecurie Nationale Belge)                        | Бельгія         | 1962                                             | 1        | 1     | 1      | 0        | 0     | 0   | 0  | 0      | 0   | 0  | Гран-прі Німеччини 1962         | Гран-прі Німеччини 1962        |
| Ensign                                              | Велика Британія | 1973-1982                                        | 134      | 25    | 154    | 0        | 19    | 0   | 1  | 0      | 0   | 0  | Гран-прі Франції 1973           | Гран-прі Лас-Вегаса 1982       |
| ERA (English Racing Automobiles)                    | Велика Британія | 1950-1952                                        | 7        | 7     | 12     | 0        | n/a   | 0   | 0  | 0      | n/a | 0  | Гран-прі Великої Британії 1950  | Гран-прі Голандії 1952         |
| EuroBrun                                            | /               | 1988-1990                                        | 46       | 5     | 76     | 0        | 0     | 0   | 0  | 0      | 0   | 0  | Гран-прі Бразилії 1988          | Гран-прі Іспанії 1990          |
| Ferguson                                            | Велика Британія | 1961                                             | 1        | 2     | 1      | 0        | 0     | 0   | 0  | 0      | 0   | 0  | Гран-прі Великої Британії 1961  | Гран-прі Великої Британії 1961 |
| FIRST                                               | Італія          | 1989                                             | 0        | 0     | 0      | 0        | 0     | 0   | 0  | 0      | 0   | 0  | -                               | -                              |
| Fittipaldi (Copersucar)                             | Бразилія        | 1975-1982                                        | 120      | 8     | 156    | 0        | 44    | 0   | 0  | 3      | 0   | 0  | Гран-прі Аргентини 1975         | Гран-прі Лас-Вегаса 1982       |
| Fondmetal                                           | Італія          | 1991-1992                                        | 29       | 4     | 42     | 0        | 0     | 0   | 0  | 0      | 0   | 0  | Гран-прі США 1991               | Гран-прі Італії 1992           |
| Forti                                               | Італія          | 1995-1996                                        | 27       | 4     | 54     | 0        | 0     | 0   | 0  | 0      | 0   | 0  | Гран-прі Бразилії 1995          | Гран-прі Великої Британії 1996 |
| Frank Williams Racing Cars e                        | Велика Британія | 1972-1976                                        | 61       | 25    | 112    | 0        | 6     | 0   | 0  | 0      | 0   | 0  | Гран-прі Великої Британії 1972  | Гран-прі Японії 1976           |
| Frazer-Nash                                         | Велика Британія | 1952                                             | 4        | 2     | 4      | 0        | n/a   | 0   | 0  | 0      | n/a | 0  | Гран-прі Швейцарії 1952         | Гран-прі Голандії 1952         |
| Fry                                                 | Велика Британія | 1959                                             | 1        | 1     | 1      | 0        | 0     | 0   | 0  | 0      | 0   | 0  | Гран-прі Великої Британії 1959  | Гран-прі Великої Британії 1959 |
| Gilby                                               | Велика Британія | 1961-1963                                        | 6        | 2     | 6      | 0        | 0     | 0   | 0  | 0      | 0   | 0  | Гран-прі Великої Британії 1961  | Гран-прі Італії 1963           |
| Gordini                                             | Франція         | 1952-1956                                        | 33       | 23    | 101    | 0        | n/a   | 0   | 1  | 2      | n/a | 0  | Гран-прі Швейцарії 1952         | Гран-прі Італії 1956           |
| Greifzu                                             | НДР             | 1952                                             | 1        | 1     | 1      | 0        | n/a   | 0   | 0  | 0      | n/a | 0  | Гран-прі Німеччини 1952         | Гран-прі Німеччини 1952        |
| Hesketh                                             | Велика Британія | 1974-1978                                        | 60       | 15    | 97     | 1        | 48    | 0   | 1  | 7      | 0   | 0  | Гран-прі Південної Африки 1974  | Гран-прі Бельгії 1978          |
| Hill                                                | Велика Британія | 1975                                             | 12       | 6     | 21     | 0        | 3     | 0   | 0  | 0      | 0   | 0  | Гран-прі Південної Африки 1975  | Гран-прі США 1975              |
| HRT (Hispania Racing Team)                          | Іспанія         | 2010–2012                                        | 58       | 8     | 116    | 0        | 0     | 0   | 0  | 0      | 0   | 0  | Бахрейну 2010                   | Бразилії 2012                  |
| Honda                                               | Японія          | 1964-1968 2006-2008                              | 99       | 8     | 154    | 3        | 154   | 2   | 2  | 8      | 0   | 0  | Гран-прі Німеччини 1964         | Гран-прі Бразилії 2008         |
| HWM (Hersham and Walton Motors)                     | Велика Британія | 1951-1955                                        | 16       | 15    | 48     | 0        | n/a   | 0   | 0  | 0      | n/a | 0  | Гран-прі Швейцарії 1951         | Гран-прі Монако 195            |
| Jaguar f                                            | Велика Британія | 2000-2004                                        | 85       | 8     | 170    | 0        | 49    | 0   | 0  | 2      | 0   | 0  | Гран-прі Австралії 2000         | Гран-прі Бразилії 2004         |
| JBW                                                 | Велика Британія | 1959-1961                                        | 6        | 1     | 6      | 0        | 0     | 0   | 0  | 0      | 0   | 0  | Гран-прі Великої Британії 1959  | Гран-прі Італії 1961           |
| Jordan g                                            | Ірландія        | 1991-2005                                        | 250      | 30    | 500    | 4        | 291   | 2   | 2  | 19     | 0   | 0  | Гран-прі США 1991               | Гран-прі Китаю 2005            |
| Kauhsen                                             | Німеччина       | 1979                                             | 2        | 1     | 2      | 0        | 0     | 0   | 0  | 0      | 0   | 0  | Гран-прі Іспанії 1979           | Гран-прі Бельгії 1979          |
| Klenk                                               | Німеччина       | 1954                                             | 1        | 1     | 1      | 0        | n/a   | 0   | 0  | 0      | n/a | 0  | Гран-прі Німеччини 1954         | Гран-прі Німеччини 1954        |
| Kojima                                              | Японія          | 1976-1977                                        | 2        | 3     | 3      | 0        | 0     | 0   | 0  | 0      | 0   | 0  | Гран-прі Японії 1976            | Гран-прі Японії 1977           |
| Kurtis h                                            | США             | 1959                                             | 1        | 1     | 1      | 0        | 0     | 0   | 0  | 0      | 0   | 0  | Гран-прі США 1959               | Гран-прі США 1959              |
| Lambo (Modena Team)                                 | Італія          | 1991                                             | 16       | 2     | 32     | 0        | 0     | 0   | 0  | 0      | 0   | 0  | Гран-прі США 1991               | Гран-прі Австралії 1991        |
| Lancia                                              | Італія          | 1954-1955                                        | 4        | 4     | 10     | 0        | n/a   | 2   | 1  | 1      | n/a | 0  | Гран-прі Іспанії 1954           | Гран-прі Бельгії 1955          |
| Larrousse                                           | Франція         | 1993-1994                                        | 32       | 7     | 64     | 0        | 5     | 0   | 0  | 0      | 0   | 0  | Гран-прі Південної Африки 1993  | Гран-прі Австралії 1994        |
| LDS                                                 | ПАР             | 1962-1963, 1965, 1967-1968                       | 5        | 3     | 8      | 0        | 0     | 0   | 0  | 0      | 0   | 0  | Гран-прі Південної Африки 1962  | Гран-прі Південної Африки 1968 |
| LEC                                                 | Велика Британія | 1977                                             | 5        | 1     | 5      | 0        | 0     | 0   | 0  | 0      | 0   | 0  | Гран-прі Іспанії 1977           | Гран-прі Великої Британії 1977 |
| Leyton House i                                      | Велика Британія | 1990-1991                                        | 32       | 3     | 64     | 0        | 8     | 0   | 0  | 1      | 0   | 0  | Гран-прі США 1990               | Гран-прі Австралії 1991        |
| Life                                                | Італія          | 1990                                             | 14       | 2     | 14     | 0        | 0     | 0   | 0  | 0      | 0   | 0  | Гран-прі США 1990               | Гран-прі Іспанії 1990          |
| Ligier j                                            | Франція         | 1976-1996                                        | 330      | 28    | 612    | 9        | 388   | 9   | 9  | 50     | 0   | 0  | Гран-прі Бразилії 1976          | Гран-прі Японії 1996           |
| Lola k                                              | Велика Британія | 1962-1963, 1967-1968, 1974-1975, 1985-1991, 1997 | 152      | 27    | 280    | 0        | 45    | 1   | 0  | 3      | 0   | 0  | Гран-прі Голандії 1962          | Гран-прі Австралії 1997        |
| Lotus                                               | Велика Британія | 1958-1994                                        | 493      | 122   | 1332   | 79       | 1332  | 107 | 70 | 172    | 7   | 6  | Гран-прі Монако 1958            | Гран-прі Австралії 1994        |
| Lotus (2010–2011)                                   | Малайзія        | 2010–2011                                        | 38       | 3     | 76     | 0        | 0     | 0   | 0  | 0      | 0   | 0  | Бахрейну 2010                   | Бразилії 2011                  |
| Lotus (2012–2015)                                   | Велика Британія | 2012–2015                                        | 77       | 5     | 154    | 2        | 706   | 0   | 5  | 25     | 0   | 0  | Австралії 2012                  | Абу-Дабі 2015                  |
| Lyncar                                              | Велика Британія | 1974-1975                                        | 2        | 1     | 2      | 0        | 0     | 0   | 0  | 0      | 0   | 0  | Гран-прі Великої Британії 1974  | Гран-прі Великої Британії 1975 |
| Maki                                                | Японія          | 1974-1976                                        | 8        | 3     | 8      | 0        | 0     | 0   | 0  | 0      | 0   | 0  | Гран-прі Великої Британії 1974  | Гран-прі Японії 1976           |
| Manor                                               | Велика Британія | 2016                                             | 21       | 3     | 42     | 0        | 1     | 0   | 0  | 0      | 0   | 0  | Австралії 2016                  | Абу-Дабі 2016                  |
| March l                                             | Велика Британія | 1970-1978, 1981-1982, 1987-1989, 1992            | 208      | 54    | 579    | 3        | 172.5 | 5   | 7  | 21     | 0   | 0  | Гран-прі Південної Африки 1970  | Гран-прі Австралії 1992        |
| Martini                                             | Франція         | 1978                                             | 7        | 1     | 7      | 0        | 0     | 0   | 0  | 0      | 0   | 0  | Гран-прі Південної Африки 1978  | Гран-прі Голандії 1978         |
| Marussia                                            | /               | 2012–2015                                        | 74       | 7     | 144    | 0        | 2     | 0   | 0  | 0      | 0   | 0  | Австралії 2012                  | Абу-Дабі 2015                  |
| Maserati                                            | Італія          | 1950-1960                                        | 73       | 93    | 407    | 9        | 9     | 10  | 17 | 37     | 0   | 2  | Гран-прі Великої Британії 1950  | Гран-прі США 1960              |
| Matra                                               | Франція         | 1967-1972                                        | 61       | 5     | 117    | 9        | 163   | 4   | 12 | 21     | 1   | 1  | Гран-прі Монако 1967            | Гран-прі США 1972              |
| McGuire                                             | Австралія       | 1977                                             | 1        | 1     | 1      | 0        | 0     | 0   | 0  | 0      | 0   | 0  | Гран-прі Великої Британії 1977  | Гран-прі Великої Британії 1977 |
| Merzario                                            | Італія          | 1978-1979                                        | 31       | 3     | 32     | 0        | 0     | 0   | 0  | 0      | 0   | 0  | Гран-прі Аргентини 1978         | Гран-прі США 1979              |
| Midland m                                           | Росія           | 2006                                             | 18       | 2     | 36     | 0        | 0     | 0   | 0  | 0      | 0   | 0  | Гран-прі Бахрейну 2006          | Гран-прі Бразилії 2006         |
| Milano                                              | Італія          | 1950                                             | 1        | 1     | 1      | 0        | n/a   | 0   | 0  | 0      | n/a | 0  | Гран-прі Італії 1950            | Гран-прі Італії 1950           |
| Minardi n                                           | Італія          | 1985-2005                                        | 346      | 42    | 676    | 0        | 38    | 0   | 0  | 0      | 0   | 0  | Гран-прі Бразилії 1985          | Гран-прі Китаю 2005            |
| Onyx                                                | Велика Британія | 1989-1990                                        | 26       | 6     | 52     | 0        | 6     | 0   | 0  | 1      | 0   | 0  | Гран-прі Бразилії 1989          | Гран-прі Угорщини 1990         |
| OSCA (Officine Specializate Costruzione Automobili) | Італія          | 1951-1953, 1958                                  | 7        | 5     | 11     | 0        | 0     | 0   | 0  | 0      | 0   |    | Гран-прі Італії 1951            | Гран-прі Монако 1958           |
| Osella o                                            | Італія          | 1980-1990                                        | 172      | 17    | 253    | 0        | 5     | 0   | 0  | 0      | 0   | 0  | Гран-прі Аргентини 1980         | Гран-прі Австралії 1990        |
| Pacific                                             | Велика Британія | 1994-1995                                        | 33       | 5     | 66     | 0        | 0     | 0   | 0  | 0      | 0   | 0  | Гран-прі Бразилії 1994          | Гран-прі Австралії 1995        |
| Parnelli                                            | США             | 1974-1976                                        | 16       | 1     | 16     | 0        | 6     | 0   | 1  | 0      | 0   | 0  | Гран-прі Канади 1974            | Гран-прі США-Захід 1976        |
| Penske                                              | or              | 1974-1977                                        | 41       | 7     | 46     | 1        | 23    | 0   | 0  | 3      | 0   | 0  | Гран-прі Канади 1974            | Гран-прі Канади 1977           |
| Porsche                                             | Німеччина       | 1957-1964                                        | 35       | 13    | 75     | 1        | 46    | 1   | 0  | 5      | 0   | 0  | Гран-прі Німеччини 1957         | Гран-прі Німеччини 1964        |
| Prost p                                             | Франція         | 1997-2001                                        | 83       | 9     | 166    | 0        | 35    | 0   | 0  | 3      | 0   | 0  | Гран-прі Австралії 1997         | Гран-прі Японії 2001           |
| RAM                                                 | Велика Британія | 1983-1985                                        | 44       | 8     | 73     | 0        | 0     | 0   | 0  | 0      | 0   | 0  | Гран-прі Бразилії 1983          | Гран-прі Європи 1985           |
| RE                                                  | Родезія         | 1965                                             | 1        | 1     | 1      | 0        | 0     | 0   | 0  | 0      | 0   | 0  | Гран-прі Південної Африки 1965  | Гран-прі Південної Африки 1965 |
| Rebaque                                             | Мексика         | 1979                                             | 3        | 1     | 3      | 0        | 0     | 0   | 0  | 0      | 0   | 0  | Гран-прі Італії 1979            | Гран-прі США 1979              |
| Rial                                                | Німеччина       | 1988-1989                                        | 32       | 6     | 48     | 0        | 6     | 0   | 0  | 0      | 0   | 0  | Гран-прі Бразилії 1988          | Гран-прі Австралії 1989        |
| Sauber q                                            | Швейцарія       | 1993-2005                                        | 218      | 17    | 435    | 0        | 195   | 0   | 0  | 6      | 0   | 0  | Гран-прі Південної Африки 1993  | Гран-прі Китаю 2005            |
| Scarab                                              | США             | 1960                                             | 5        | 4     | 10     | 0        | 0     | 0   | 0  | 0      | 0   | 0  | Гран-прі Монако 1960            | Гран-прі США 1960              |
| Scirocco                                            | Велика Британія | 1963-1964                                        | 7        | 3     | 9      | 0        | 0     | 0   | 0  | 0      | 0   | 0  | Гран-прі Бельгії 1963           | Гран-прі Німеччини 1964        |
| Shadow                                              | or              | 1973-1980                                        | 112      | 21    | 240    | 1        | 67.5  | 3   | 2  | 7      | 0   | 0  | Гран-прі Південної Африки 1973  | Гран-прі Франції 1980          |
| Shannon                                             | Велика Британія | 1966                                             | 1        | 1     | 1      | 0        | 0     | 0   | 0  | 0      | 0   | 0  | Гран-прі Великої Британії 1966  | Гран-прі Великої Британії 1966 |
| Simca-Gordini                                       | Франція         | 1950-1953                                        | 15       | 11    | 29     | 0        | n/a   | 0   | 0  | 0      | n/a | 0  | Гран-прі Монако 1950            | Гран-прі Бельгії 1953          |
| Simtek                                              | Велика Британія | 1994-1995                                        | 21       | 7     | 40     | 0        | 0     | 0   | 0  | 0      | 0   | 0  | Гран-прі Бразилії 1994          | Гран-прі Монако 1995           |
| Spirit                                              | Велика Британія | 1983-1985                                        | 25       | 3     | 25     | 0        | 0     | 0   | 0  | 0      | 0   | 0  | Гран-прі Великої Британії 1983  | Гран-прі Сан-Марино 1985       |
| Spyker r                                            | Нідерланди      | 2007                                             | 17       | 4     | 34     | 0        | 1     | 0   | 0  | 0      | 0   | 0  | Гран-прі Австралії 2007         | Гран-прі Бразилії 2007         |
| Stebro                                              | Канада          | 1963                                             | 1        | 1     | 1      | 0        | 0     | 0   | 0  | 0      | 0   | 0  | Гран-прі США 1963               | Гран-прі США 1963              |
| Stewart s                                           | Велика Британія | 1997-1999                                        | 49       | 4     | 98     | 1        | 47    | 1   | 0  | 5      | 0   | 0  | Гран-прі Австралії 1997         | Гран-прі Японії 1999           |
| Super Aguri                                         | Японія          | 2006-2008                                        | 39       | 5     | 39     | 0        | 4     | 0   | 0  | 0      | 0   | 0  | Гран-прі Бахрейну 2006          | Гран-прі Іспанії 2008          |
| Surtees                                             | Велика Британія | 1970-1978                                        | 119      | 38    | 260    | 0        | 53    | 0   | 3  | 2      | 0   | 0  | Гран-прі Великої Британії 1970  | Гран-прі Канади 1978           |
| Talbot-Lago                                         | Франція         | 1950-1951                                        | 13       | 18    | 81     | 0        | n/a   | 0   | 0  | 2      | n/a | 0  | Гран-прі Великої Британії 1950  | Гран-прі Іспанії 1951          |
| Tec-Mec                                             | США             | 1959                                             | 1        | 1     | 1      | 0        | 0     | 0   | 0  | 0      | 0   | 0  | Гран-прі США 1959               | Гран-прі США 1959              |
| Tecno                                               | Італія          | 1972-1973                                        | 13       | 3     | 14     | 0        | 1     | 0   | 0  | 0      | 0   | 0  | Гран-прі Бельгії 1972           | Гран-прі Австрії 1973          |
| Theodore                                            | Гонконг         | 1978, 1981-1983                                  | 51       | 10    | 64     | 0        | 2     | 0   | 0  | 0      | 0   | 0  | Гран-прі Аргентини 1978         | Гран-прі Європи 1983           |
| Token                                               | Велика Британія | 1974                                             | 4        | 3     | 4      | 0        | 0     | 0   | 0  | 0      | 0   | 0  | Гран-прі Бельгії 1974           | Гран-прі Австрії 1974          |
| Toleman t                                           | Велика Британія | 1981-1985                                        | 70       | 9     | 131    | 0        | 26    | 1   | 2  | 3      | 0   | 0  | Гран-прі Сан-Марино 1981        | Гран-прі Австралії 1985        |
| Toyota                                              | Японія          | 2002-2009                                        | 140      | 9     | 276    | 0        | 278.5 | 3   | 3  | 13     | 0   | 0  | Гран-прі Австралії 2002         | Гран-прі Абу-Дабі 2009         |
| Trojan                                              | Велика Британія | 1974                                             | 8        | 1     | 8      | 0        | 0     | 0   | 0  | 0      | 0   | 0  | Гран-прі Іспанії 1974           | Гран-прі Італії 1974           |
| Tyrrell u                                           | Велика Британія | 1970-1998                                        | 433      | 47    | 884    | 23       | 617   | 14  | 20 | 77     | 1   | 2  | Гран-прі Канади 1970            | Гран-прі Японії 1998           |
| Vanwall                                             | Велика Британія | 1954-1960                                        | 29       | 12    | 66     | 9        | 48    | 7   | 6  | 13     | 1   | 0  | Гран-прі Великої Британії 1954  | Гран-прі Франції 1960          |
| Venturi                                             | Франція         | 1992                                             | 16       | 2     | 32     | 0        | 1     | 0   | 0  | 0      | 0   | 0  | Гран-прі Південної Африки 1992  | Гран-прі Австралії 1992        |
| Veritas                                             | Німеччина       | 1951-1953                                        | 6        | 15    | 18     | 0        | n/a   | 0   | 0  | 0      | n/a | 0  | Гран-прі Швейцарії 1951         | Гран-прі Німеччини 1953        |
| Virgin                                              | /               | 2010–2011                                        | 38       | 3     | 76     | 0        | 0     | 0   | 0  | 0      | 0   | 0  | Бахрейну 2010                   | Бразилії 2011                  |
| Wolf v                                              | or              | 1977-1979                                        | 48       | 4     | 54     | 3        | 79    | 1   | 2  | 13     | 0   | 0  | Гран-прі Аргентини 1977         | Гран-прі США 1979              |
| Zakspeed                                            | Німеччина       | 1985-1989                                        | 74       | 7     | 136    | 0        | 2     | 0   | 0  | 0      | 0   | 0  | Гран-прі Португалії 1985        | Гран-прі Австралії 1989        |

Примітки:
a Arrows були відомі як Footwork з 1991 по 1996.
b BAR раніше Tyrrell, згодом став Honda, потім Brawn, потім Mercedes GP.
c Benetton раніше Toleman, згодом став Renault F1.
d Coloni пізніше став Andrea Moda.
e Frank Williams Racing Cars містить у собі Politoys (1972), Iso Marlboro (1973-1974) and Wolf-Williams (1976).
f Jaguar раніше Stewart Grand Prix. Згодом став Red Bull Racing.
g Jordan згодом став Midland F1 Racing, потім Spyker, потім Force India.
h Не враховуючи Індіанаполіс 500 (1950—1960).
i Leyton House раніше March Engineering.
j Ligier згодом став Prost Grand Prix.
k Lola містить у собі Larrousse (1990) і Mastercard Lola (1997).
l March згодом став Leyton House Racing, пізніше з'являтися як March на один, заключний, сезон.
m Midland раніше Jordan Grand Prix, згодом став Spyker F1, потім Force India.
n Minardi згодом став Scuderia Toro Rosso.
o Osella згодом став Fondmetal.
p Prost раніше Ligier.
q Sauber згодом став BMW works team BMW Sauber, потім вернувся до Sauber.
r Spyker раніше Jordan Grand Prix і Midland F1 Racing, згодом став Force India.
s Stewart згодом став Jaguar Racing.
t Toleman згодом став Benetton Formula.
u Tyrrell згодом став British American Racing.
v Wolf раніше Frank Williams Racing Cars.

### Індіанаполіс 500
Конструктори які брали участь лише в Індіанаполіс 500 з 1950 по 1960 рік (який в той час входив до чемпіонату Формули-1). Всі вони були американськими.
| - Adams - Bromme - Christensen - Deidt - Del Roy - Dunn - Elder |  | - Epperly - Ewing - Hall - Kuzma - Langley - Lesovsky |  | - Marchese - Meskowski - Moore - Nichels - Olson - Pankratz |  | - Pawl - Phillips - Rae - Schroeder - Sherman - Snowberger |  | - Stevens - Sutton - Trevis - Turner - Watson - Wetteroth |

## Приватні команди
Наступні команди ніколи не будували свої власні шасі і тому не були «конструкторами»:
| - BMS Scuderia Italia - British F1 Racing - BS Fabrications - Camoradi International - DW Racing Enterprises - Ecurie Belge - Ecurie Bleue - Ecurie Bonnier - Ecurie Ecosse - Ecurie Espadon |  | - Ecurie Lutetia - Ecurie Maarsbergen - Ecurie Rosier - Enrico Platé - FR Gerard Cars - Goldie-Hexagon Racing - John Willment Automobiles - Mecom Racing Team - North American Racing Team - Otelle Nucci |  | - Reg Parnell Racing - Rob Walker Racing Team - Scuderia Achille Varzi - Scuderia Ambrosiana - Scuderia Centro Sud - Scuderia Filipinetti - Scuderia Sant'Ambroeus - Silvio Moser - T.A.S.O. Mathieson - Родезія Team Gunston |

## Замітки
1. ↑  Renault мав Британську ліцензію в 2011.
2. ↑  Попередня назва Marussia - Virgin Racing, наступне - Manor Racing.
3. ↑  Наступниця Virgin - Marussia F1, потім Manor Racing.